# Stueplante
En Stueplante er en oftest flerårig prydplante, oftest af tropisk eller subtropisk oprindelse, der dyrkes i potte indendørs og trives i normalt indeklima, dvs. relativt tør luft, kun vanding nedefra (ingen nedbør der rammer bladene), konstant temperatur året rundt (varierer mellem 18 og 30 grader) og ofte relativt dårlige lysforhold.
Der er dog visse grænser for hvad der almindeligvis omtales som en stueplante
- Mange krydderurter og visse grøntsager (f.eks. Purløg) dyrkes ofte i køkkenvinduet til brug i madlavning, men betragtes alligevel ikke som stueplanter da formålet ikke er "pynt"
- Mange vil ikke opfatte en plante som en stueplante, hvis ikke den findes i "almindelig handel" eller i det mindste er købt/dyrker specielt med henblik på at dyrkes som prydplante indendørs
- Nogle planter trives kun i vinterhaver/orangerier hvor vintertemperaturen kommer under f.eks. 10 eller 15 grader, altså klart koldere end normalt indeklima. Nogen opfatter ikke disse som stueplanter (de trives jo ikke i stuen), mens andre gør (de anskaffes som indendørs prydplanter)

Ordet Potteplante bruges ofte synonymt med stueplante, men inkluderer i højere grad ovenstående undtagelser.
Prøver man at se mere botanisk på definitionen, er det imidlertid også vanskeligt at give en helt præcis definition. Følgende er dog sædvanligvis opfyldt
- De kommer som regel fra subtropisk eller tropisk klima så de kan tåle de relativt høje indendørs temperaturer vi har året rundt. Tropisk og subtropisk klima har også mindre temperaturvariation hen over året svarende til indendørs klima. Langt de fleste planter fra subtropisk klima vil dog egne sig dårligt fordi de trods alt vil være vant til vintertemperaturer noget under de 20 grader, typisk mellem 5 og 15 grader.
- Planter fra tropiske regnskove har den fordel at de ofte trives i halvmørke. Der findes stueplanter som fordrer en del sollys, f.eks. kaktus, men for mange stueplanter er det en fordel at de trives under dårligere lysforhold
- Planter fra tropiske regnskove har derimod den store ulempe at de ofte fordrer en høj luftfugtighed. Dette krav forsøges som regel omgået ved avl således at man frembringer sorter der tolererer vores tørre indeklima
- Tilførsel af vand og næringsstoffer er en udfordring. Stueplanter skal kunne trives med vanding der kun sker nedefra (selvom man for en række stueplanter anbefaler overbrusning). Overvanding er ofte et lige så stort problem som udtørring. Og overgødskning et lige så stort problem som manglende gødning.